# U.S. Global Change Research Program
 (août 2025).

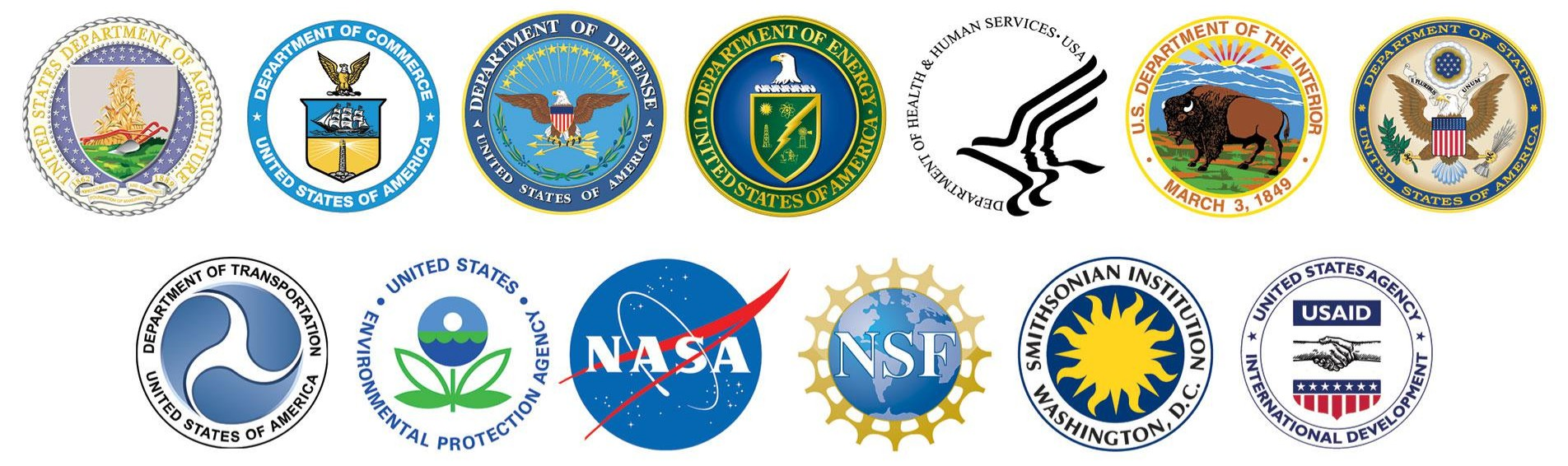
Treize entités fédérales participent au programme de recherche américain Global Change (USGCRP).

L'United States Global Change Research Program (USGCRP), en français : « Programme de Recherche Américain sur le Changement Global », coordonne et intègre les recherches fédérales sur les changements de l'environnement mondial et leurs implications pour la société.  

## Historique
Le programme a commencé à la suite d'une initiative présidentielle en 1989, et a été codifié au Congrès américain par la loi de 1990 sur la recherche sur le changement mondial (PL 101-606), qui préconisait « un programme de recherche complet et intégré aux États-Unis, qui aidera la nation et le monde à comprendre, évaluer, prédire et réagir aux processus naturels et induits par l’homme, du changement global ». 
Treize ministères et organismes participent à l'USGCRP, connu sous le nom de programme scientifique américain sur le changement climatique, de 2002 à 2008.  

## Organisation
Ce programme est dirigé par le Sous-comité de la recherche sur le changement planétaire, relevant du Comité de l'environnement, des ressources naturelles et du développement durable, supervisé par le Bureau exécutif du président des États-Unis, et animé par un bureau de coordination nationale. 